# 立山黑部貫光
立山黑部貫光（たてやまくろべかんこう）是日本富山縣的一間企業，經營公共運輸、酒店等業務的有限公司。當中以營運立山黑部阿爾卑斯山脈路線內的大部份的交通路線及位於立山上的兩間酒店為主要業務。公司設於富山市的富山地方鐵道地鐵大廈內。

## 背景
1964年由富山縣、立山開發鐵道、北陸電力、關西電力等出資，以第三部門身份設立，並成立了三個分社：立山黑部貫光、立山黑部服務（立山黒部サービス）及連體立山（のいわゆる立山）。2005年10月1日，與營運立山高原巴士等運輪事業的立山開發鐵道合併。
公司名稱稱為「貫光」，是由初代社長佐伯宗義所命名。「貫」有「時間」、「貫通」的意思，「光」則有宇宙空間的意思，「貫光」有「穿越時光空間」的含意，也跟立山連峰的形貌和日語中互為呼應。
然而，「貫光」的日語讀音又與「觀光」的發音相同，因此亦間有誤譯的情況出現。

## 歷史

### 立山開發鐵道
- 1952年4月1日：成立。
- 1954年：

- 4月1日：從富山地方鐵道接收了小見～粟巣野駅間的鐵路事業。
- 8月1日：粟巢野～千壽原站間的鐵路開通。
- 8月13日：立山纜車開通。

- 1955年7月1日：立山高原巴士開始運行。
- 1962年4月1日：立山開發鐵道把小見～本站～千壽原的路段的經營權交回富山地方鐵道。
- 1964年6月20日：立山高原巴士美女平～室堂間直通運行開始。
- 2005年10月1日：與立山黑部貫光合併。

### 立山黑部貫光
- 1964年12月25日：成立。
- 1969年7月20日：黑部登山纜車開業。
- 1970年7月25日：立山架空索道開業。
- 1971年4月25日：立山隧道巴士開業。
- 1979年10月1日：與「立山黑部有峰開發」合併。
- 1996年4月23日：立山隧道巴士改為立山隧道無軌電車，重新開業。
- 2005年10月1日：與立山開發鐵道合併。

## 業務

### 運輸事業
- 立山黑部阿爾卑斯山脈路線

- 黑部登山纜車
- 立山架空索道
- 立山隧道無軌電車
- 立山高原巴士
- 立山黑部貫光立山纜車

（註：立山黑部阿爾卑斯山脈路線中的關電隧道電氣巴士）及之前的關電隧道無軌電車並不屬於立山黑部貫光的業務之一。)
- 稱名瀑布線
- 極樂坂線
- 立山室堂直通巴士

### 酒店
- 立山酒店（標高2450米）
- 彌陀原酒店（標高1930米）
- 宇奈月國際酒店（唯一不屬於立山黑部阿爾卑斯山脈路線內的服務設施）

### 其他業務
- 立山黑部阿爾卑斯山脈路線內的手信店及餐廳的經營
- 食品、紀念品等製作

## 外部連結
- 立山黑部貫光公式網頁 （页面存档备份，存于）（日語）